# Paramanga Ernest Yonli

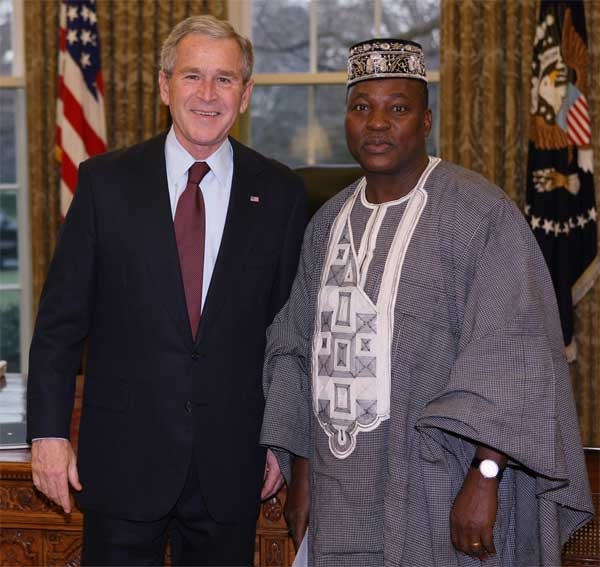
Paramanga Ernest Yonli samen met George W. Bush

Paramanga Ernest Yonli, ook bekend als Ernest Paramanga Yonli (Tansarga, 31 december 1956), was  minister-president van Burkina Faso van 7 november 2000 tot 4 juni 2007. Hij is lid van het Congres voor Democratie en Vooruitgang. Hij werd opgevolgd door Tertius Zongo. Ernest Yonli promoveerde in 1997 aan de Rijksuniversiteit Groningen op een proefschrift met de titel "Stratégies paysannes en matière de sécurité alimentaire et de commercialisation céréalière : le rôle des Banques de Céréales dans le nord du Plateau Central du Burkina Faso".